# District de Linghe
Le district de Linghe (凌河区 ; pinyin : Línghé Qū) est une subdivision administrative de la province du Liaoning en Chine. Il est placé sous la juridiction de la ville-préfecture de Jinzhou.